# Saint-André-en-Barrois
Pour les articles homonymes, voir Saint-André et Barrois (homonymie).
Saint-André-en-Barrois est une commune française située dans le département de la Meuse, en région Grand Est.

## Géographie

### Situation
Situé à 264 mètres d'altitude, la Rivière La Cousances, le Ruisseau de Flabussieux sont les principaux cours d'eau qui traversent la commune de Saint-André-en-Barrois.
La commune est proche du parc naturel régional de Lorraine.

#### Communes limitrophes
| Ippécourt | Ippécourt              | Osches  |
| Ippécourt | Saint-André-en-Barrois | Osches  |
| Nubécourt | Nubécourt              | Heippes |

### Hydrographie
La commune est dans la région hydrographique « la Seine du confluent de l'Oise (inclus) à l'embouchure » au sein du bassin Seine-Normandie. Elle est drainée par la Cousances et le ruisseau de Flabussieux,.
La Cousances, d'une longueur de 29 km, prend sa source dans la commune de Souilly et se jette  dans l'Aire à Aubréville, après avoir traversé neuf communes. 

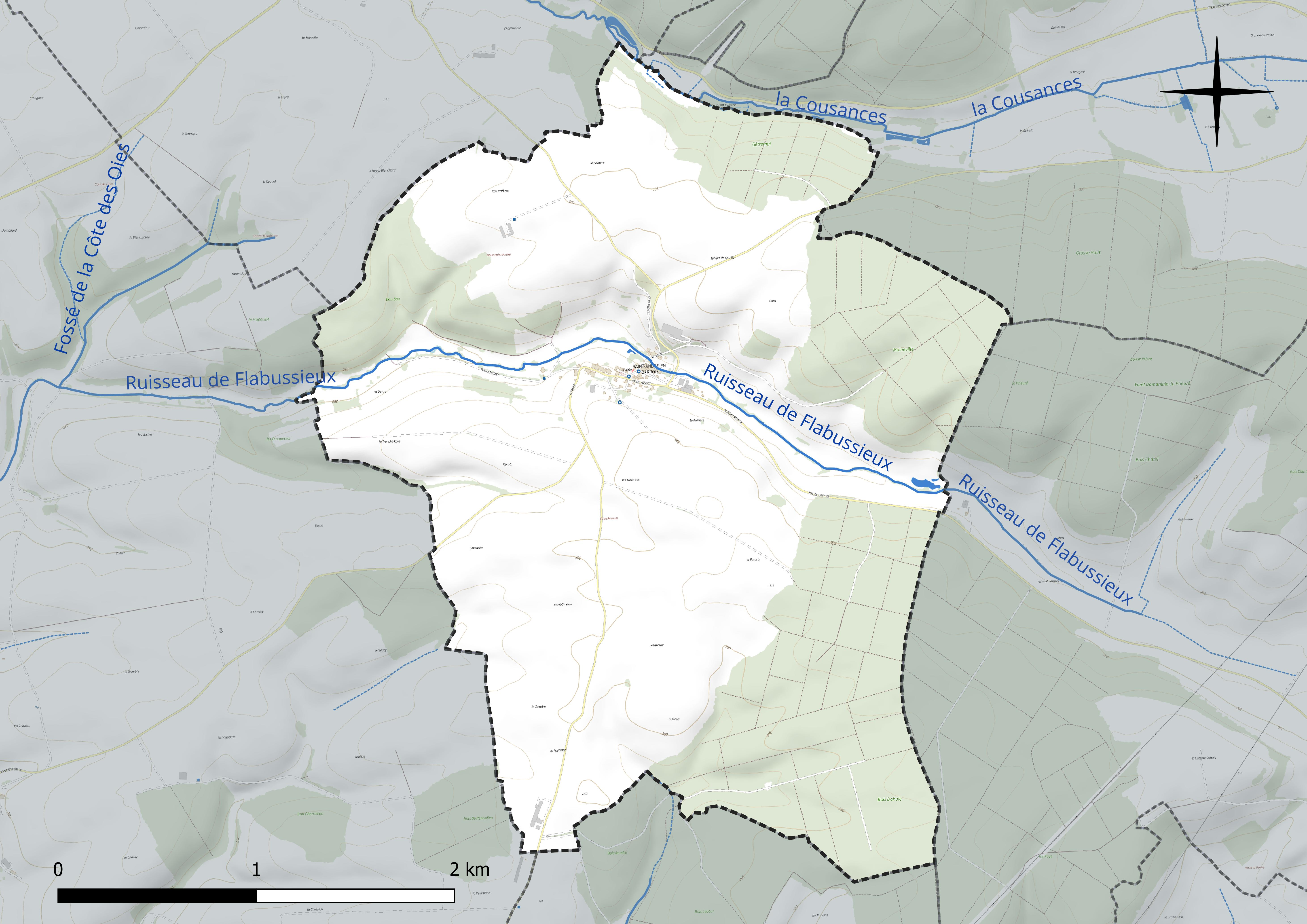
Réseau hydrographique de Saint-André-en-Barrois.

### Climat
Pour des articles plus généraux, voir Climat du Grand Est et Climat de la Meuse.
En 2010, le climat de la commune est de type climat de montagne, selon une étude du Centre national de la recherche scientifique s'appuyant sur une série de données couvrant la période 1971-2000. En 2020, Météo-France publie une typologie des climats de la France métropolitaine dans laquelle la commune est exposée à un climat océanique altéré et est dans la région climatique  Lorraine, plateau de Langres, Morvan, caractérisée par un hiver rude (1,5 °C), des vents modérés et des brouillards fréquents en automne et hiver. 
Pour la période 1971-2000, la température annuelle moyenne est de 9,3 °C, avec une amplitude thermique annuelle de 15,7 °C. Le cumul annuel moyen de précipitations est de 1 063 mm, avec 14 jours de précipitations en janvier et 9,8 jours en juillet. Pour la période 1991-2020, la température moyenne annuelle observée sur la station météorologique de Météo-France la plus proche, « Chaumont_sapc », sur la commune de Chaumont-sur-Aire à 10 km à vol d'oiseau, est de 10,8 °C et le cumul annuel moyen de précipitations est de 850,0 mm. 
La température maximale relevée sur cette station est de 41,1 °C, atteinte le 25 juillet 2019 ; la température minimale est de −15,5 °C, atteinte le 20 décembre 2009,,. 
Les paramètres climatiques de la commune ont été estimés pour le milieu du siècle (2041-2070) selon différents scénarios d'émission de gaz à effet de serre à partir des nouvelles projections climatiques de référence DRIAS-2020. Ils sont consultables sur un site dédié publié par Météo-France en novembre 2022.

## Urbanisme

### Typologie
Au 1er janvier 2024, Saint-André-en-Barrois est catégorisée commune rurale à habitat dispersé, selon la nouvelle grille communale de densité à sept niveaux définie par l'Insee en 2022.
Elle est située hors unité urbaine. Par ailleurs la commune fait partie de l'aire d'attraction de Verdun, dont elle est une commune de la couronne,. Cette aire, qui regroupe 103 communes, est catégorisée dans les aires de moins de 50 000 habitants,.

### Occupation des sols
L'occupation des sols de la commune, telle qu'elle ressort de la base de données européenne d’occupation biophysique des sols Corine Land Cover (CLC), est marquée par l'importance des territoires agricoles (62,1 % en 2018), une proportion identique à celle de 1990 (62,1 %). La répartition détaillée en 2018 est la suivante : 
terres arables (51,6 %), forêts (37,9 %), prairies (10,5 %). L'évolution de l’occupation des sols de la commune et de ses infrastructures peut être observée sur les différentes représentations cartographiques du territoire : la carte de Cassini (XVIIIe siècle), la carte d'état-major (1820-1866) et les cartes ou photos aériennes de l'IGN pour la période actuelle (1950 à aujourd'hui).

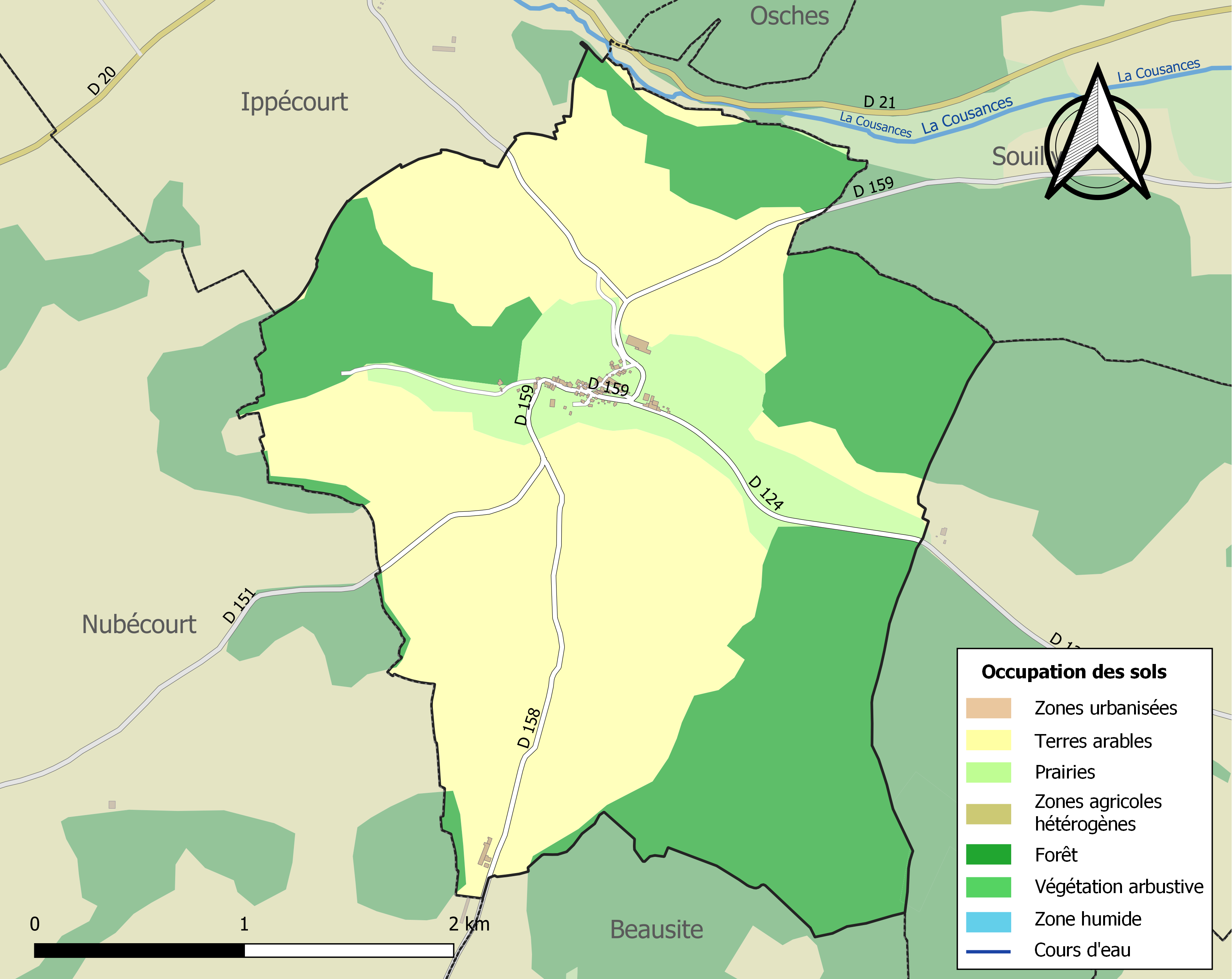
Carte des infrastructures et de l'occupation des sols de la commune en 2018 (CLC).

## Toponymie
Le nom de la localité est attesté sous les formes Saint-Andreu (1370) ; Sainct-André (1579) ; Sanctus-Andreas (1642) ; Sanctus-Andraeas (1738) ; Saint-Andrés (1749).

Saint-André est un hagiotoponyme qui fait référence à l'apôtre André, l'église de la commune lui est dédiée.
Le Barrois (lorrain de Bar-le-Duc) est une micro-région naturelle de France couvrant environ le quart sud-ouest du département de la Meuse.

## Politique et administration
| Période                                  | Période   | Identité        | Étiquette | Qualité                |
| ---------------------------------------- | --------- | --------------- | --------- | ---------------------- |
| Les données manquantes sont à compléter. |           |                 |           |                        |
| mars 2001                                | mars 2014 | Raoul Valroff   |           | Agriculteur            |
| mars 2014                                | mai 2020  | Aurélien Jaunel |           | Gérant bureau d'études |
| mai 2020                                 | En cours  | Ronald Lemoine  |           | Artisan                |

## Démographie
L'évolution du nombre d'habitants est connue à travers les recensements de la population effectués dans la commune depuis 1793. Pour les communes de moins de 10 000 habitants, une enquête de recensement portant sur toute la population est réalisée tous les cinq ans, les populations de référence des années intermédiaires étant quant à elles estimées par interpolation ou extrapolation. Pour la commune, le premier recensement exhaustif entrant dans le cadre du nouveau dispositif a été réalisé en 2006.

En 2022, la commune comptait 61 habitants, en évolution de −8,96 % par rapport à 2016 (Meuse : −4,4 %, France hors Mayotte : +2,11 %).
| 1793 | 1800 | 1806 | 1821 | 1831 | 1836 | 1841 | 1846 | 1851 |
| ---- | ---- | ---- | ---- | ---- | ---- | ---- | ---- | ---- |
| 210  | 247  | 245  | 271  | 302  | 332  | 300  | 309  | 304  |

| 1856 | 1861 | 1866 | 1872 | 1876 | 1881 | 1886 | 1891 | 1896 |
| ---- | ---- | ---- | ---- | ---- | ---- | ---- | ---- | ---- |
| 285  | 270  | 266  | 252  | 230  | 218  | 211  | 190  | 169  |

| 1901 | 1906 | 1911 | 1921 | 1926 | 1931 | 1936 | 1946 | 1954 |
| ---- | ---- | ---- | ---- | ---- | ---- | ---- | ---- | ---- |
| 159  | 156  | 142  | 130  | 138  | 124  | 115  | 126  | 133  |

| 1962 | 1968 | 1975 | 1982 | 1990 | 1999 | 2006 | 2011 | 2016 |
| ---- | ---- | ---- | ---- | ---- | ---- | ---- | ---- | ---- |
| 85   | 76   | 64   | 51   | 46   | 45   | 60   | 56   | 67   |

| 2021 | 2022 | - | - | - | - | - | - | - |
| ---- | ---- | - | - | - | - | - | - | - |
| 62   | 61   | - | - | - | - | - | - | - |

## Culture locale et patrimoine

### Lieux et monuments
- Église Saint-André.

### Héraldique
|  | Les armoiries de Saint-André-en-Barrois se blasonnent ainsi : D'azur à quatre bars d'or affrontés en sautoir, accostés de deux annelets du même ; au chef cousu de gueules chargé d'une corde d'argent au double nœud posée en fasce. Création Robert André Louis. Adopté en avril 2016. |

### Personnalités liées à la commune
- Raymond Cordier, agriculteur à Saint-André-en-Barrois, résistant, capturé par les Allemands le 27 août 1944 lors de l'attaque de sa ferme et exécuté à Verdun le 31 août 1944, soit le jour même de la libération du département. Dans la même attaque sont tués Charles Duquesnoy, 23 ans, dit Commandant Frédé ou Freddy, commandant de maquis FTP et le lieutenant Jannot.